# Jean-François Stévenin
Jean-François Stévenin   (Lons-le-Saunier, 23 d'abril de 1944 - Neuilly-sur-Seine, 27 de juliol de 2021) va ser un actor i director de cinema francès. Va aparèixer en 150 pel·lícules i espectacles televisius des del 1968. Va protagonitzar la pel·lícula Lluna freda (1991), que va entrar en competició al Festival de Canes.

## Biografia
Estudiant en HEC Paris i enamorat del cinema, Jean-François Stévenin redacta una tesi sobre l'economia del cinema. Marxa en estada a Cuba per a un rodatge, n'aprèn un munt i efectua tots els oficis, de tècnic a ajudant de direcció, passant per segon ajudant -paper que tindrà en la pel·lícula d'Alain Cavalier, La Chamade, el 1968.
Paral·lelament a la seva funció d'ajudant de direcció amb Jacques Rivette o Peter Fleischmann, Jean-François Stévenin es converteix en actor: se'l veu en Out 1: Noli me tangere (1970) de Jacques Rivette o en L'enfant sauvage (1970), Une belle fille comme moi (1972) i La Nuit américaine (1973), tres pel·lícules de François Truffaut. Però és la seva interpretació del Senyor Richet, del mateix realitzador en L'Argent de poche, el 1976, la que dona un impuls a la seva carrera. Roda moltes vegades amb els grans noms del cinema francès: Truffaut, Rivette, però també amb Jean-Pierre Mocky, Bertrand Blier, Robert Enrico, i Laetitia Masson.
El 1978, l'actor passa per primera vegada darrere la càmera i dirigeix el seu primer llargmetratge, Passe montagne, que també protagonitza. Dona, per a l'ocasió, la rèplica a Jacques Villeret. El 1980, l'actor francès va cap als Estats Units per a les necessitats de la pel·lícula Les Chiens de guerre de John Irvin. Serà igualment al cartell de la pel·lícula de John Huston, A nosaltres la victòria, del 1981, en la qual donarà la rèplica a Michael Caine i Sylvester Stallone.
Jean François Stévenin es converteix en una figura ineludible del cinema francès. Els anys 1980 sonen, en la carrera de l'actor, amb el cinema d'autor. Entre aquestes pel·lícules, cal destacar Une chambre en ville de Jacques Demy, Passion de Jean-Luc Godard, Notre histoire de Bertrand Blier i 36 Fillette de Catherine Breillat. El 1986, l'actor i director passa per segona vegada darrere la càmera i posa en escena la pel·lícula policíaca Double messieurs, amb Carole Bouquet. Dos anys més tard, té el paper principal en el drama Peaux de vaches, de Patricia Mazuy i comparteix per primera vegada el cartell amb la seva filla, Salomé Stévenin, en el seu primer paper.
Actor inclassificable, Stévenin alterna, en els anys 1990, entre thrillers com Le Grand Pardon 2 d'Alexandre Arcady el 1992, o la pel·lícula intimista Les Aveux de l'innocent de Jean-Pierre Améris, o pel·lícules més populars com Les Bidochons de Sergé Korber el 1996 i Le Bossu el 1997. El 2002, dirigirà el seu tercer llargmetratge, la comèdia dramàtica Mischka, en la qual dirigirà Salomé Stévenin i Robinson Stévenin.
Adepte als papers secundaris, Jean-François Stévenin, els anys següents, serà al cartell de nombroses pel·lícules comercials. Entre aquestes, El pacte dels llops, en què actua amb Vincent Cassel i Samuel Le Bihan, De l'amour al costat de Virgínia Ledoyen, L'Homme du train dirigida per Patrice Leconte, Pas si grave de Bernard Rapp (2003) o bé La Chambre des morts d'Alfred Lot el 2007.
L'escriptor Marc-Édouard Nabe l'ha convertit en un dels personatges principals de la seva novel·la Lucette, que descriu la vida de Lucette Destouches, vídua de l'escriptor francès Louis-Ferdinand Céline. En aquest llibre, Nabe imagina un Stévenin actor i cineasta, que intenta adaptar al cinema la novel·la Nord de Céline.

## Filmografia
Filmografia:

### Director
- 1978: Passe montagne
- 1986: Double messieurs
- 2001: Mischka

### Actor
- 1968: La Chamade d'Alain Cavalier
- 1970: L'Enfant sauvage de François Truffaut
- 1971: Out 1: Noli me tangere de Jacques Rivette
- 1972: Une belle fille comme moi de François Truffaut
- 1973: La nuit américaine de François Truffaut
- 1974: Si j'te cherche... j'me trouve de Roger Diamantis
- 1976: La pell dura (L'Argent de poche) de François Truffaut
- 1976: Barocco d'André Téchiné
- 1977: La Machine de Paul Vecchiali
- 1977: La Tortue sur le dos de Luc Béraud
- 1979: Mais ou et donc Ornicar de Bertrand Van Effenterre
- 1979: Roberte de Pierre Zucca
- 1979: La guerra dels policies de Robin Davis
- 1980: Deux lions au soleil de Claude Faraldo
- 1981: The Dogs of War de John Irvin
- 1981: Allons z'enfants d'Yves Boisset
- 1981: Neige de Juliet Berto
- 1981: Psy de Philippe de Broca — Jo
- 1981: Evasió o victòria (À nous la victoire) de John Huston: Claude
- 1981: Merry-Go-Round de Jacques Rivette
- 1982: Le Pont du Nord de Jacques Rivette
- 1982: Y a-t-il un Français dans la salle? de Jean-Pierre Mocky
- 1982: Une chambre en ville de Jacques Demy
- 1982: Passion de Jean-Luc Godard
- 1984: Notre histoire de Bertrand Blier
- 1985: L'illa del tresor (Treasure Island) de Raoul Ruiz
- 1986: La rebelión de los colgados de Juan Luis Buñuel
- 1986: Tenue de soirée, de Bertrand Blier
- 1986: Je hais les acteurs, de Gérard Krawczyk
- 1986: Cinématon numero 786 de Gérard Courant
- 1986: Double Messieurs, de J.-F. Stévenin
- 1987: Sale Destin de Sylvain Madigan
- 1988: Come sono buoni i bianchi de Marco Ferreri
- 1988: 36 fillette de Catherine Breillat
- 1989: Les Maris, les Femmes, les Amants de Pascal Thomas
- 1989: La Soule de Michel Sibra
- 1989: La Révolution française de Robert Enrico i Richard T. Heffron, Louis Legendre
- 1989: Le Voisin de Paul de Jean-Marie Gigon
- 1990: Jacques Rivette, le veilleur de Claire Denis
- 1990: Mona et moi de Patrick Grandperret
- 1991: La Philosophie dans le boudoir d'Olivier Smolders (curt)
- 1991: Lune froide de Patrick Bouchitey
- 1991: Sushi Sushi de Laurent Perrin
- 1991: La Gamine d'Hervé Palud
- 1992: Le Grand pardon II d'Alexandre Arcady
- 1992: Un parapluie per trois de Felipe Vega
- 1992: Olivier, Olivier d'Agnieszka Holland
- 1993: De force avec d'autres de Simon Reggiani
- 1993: 23:58 de Pierre-William Glenn
- 1993: Per culpa d'ella (À cause d'elle) de Jean-Loup Hubert
- 1994: Els patriotes (Les Patriotes) d'Éric Rochant
- 1994: Parano: Nuit d'essence de Manuel Flèche
- 1995: Fast de Dante Desarthe
- 1995: Dis-moi oui... d'Alexandre Arcady
- 1995: Noir comme le souvenir de Jean-Pierre Mocky
- 1996: L'Éducatrice de Pascal Kané
- 1996: Les Bidochon de Serge Korber
- 1996: Les Aveux de l'innocent de Jean-Pierre Améris
- 1996: Les Frères Gravet de René Féret
- 1997: K d'Alexandre Arcady
- 1997: Le Bossu de Philippe de Broca
- 1998: La Petite Graine de Tessa Racine (curt)
- 1998: ...Comme elle respire de Pierre Salvadori
- 1998: À vendre de Laetitia Masson
- 1999: Fait d'hiver de Robert Enrico
- 2000: Genet a Chatila de Richard Dindo Voix
- 2000: Love Me de Laetitia Masson
- 2000: Total Western, d'Éric Rochant
- 2000: Les Frères Sœur de Frédéric Jardin
- 2001: El pacte dels llops (Le Pacte des loups) de Christophe Gans
- 2001: De l'amour de Jean-François Richet
- 2001: Fils de zup de Gilles Romera
- 2001: Mischka de Jean-François Stévenin
- 2002: La Repentie de Laetitia Masson
- 2002: Deux de Werner Schroeter
- 2002: L'Homme du train de Patrice Leconte
- 2003: Pas si grave de Bernard Rapp
- 2005: Camping a la ferme de Jean-Pierre Sinapi
- 2006: Le Deal de Jean-Pierre Mocky
- 2007: Chute libre d'Olivier Dorigan
- 2007: Il a suffi que maman s'en aille... de René Féret
- 2007: Le Vacant de Julien Guetta (curtmetratge)
- 2007: La Chambre des morts d'Alfred Lot
- 2008: Capitaine Achab de Philippe Ramos
- 2008: Les Yeux bandés de Thomas Lilti
- 2008: Une étoile dans la nuit de René Féret
- 2008: Nuit de chien de Werner Schroeter
- 2008: Le vacant de Julien Guetta (curt)
- 2009: The Limits of Control de Jim Jarmusch
- 2010: Happy Few d'Antony Cordier
- 2010: Lignes de front de Jean-Christophe Klotz
- 2010: La Tête en friche de Jean Becker
- 2011: Une folle envie de Bernard Jeanjean
- 2011: Itinéraire bis de Jean-Luc Perréard
- 2011: Jeanne captive de Philippe Ramos
- 2011: De force de Frank Henry
- 2011: Let My People Go! de Mikael Buch
- 2012: L'Enfant d'en haut, d'Ursula Meier
- 2012: Des escargots et des hommes de Tudor Giurgiu
- 2013: Le premier homme de Gianni Amelio
- 2013: Une histoire d'amour d'Hélène Fillières
- 2013: Spiritismes de Guy Maddin
- 2013: Amitiés sincères de François Prévôt-Leygonie i Stephan Archinard
- 2013: Comme un lion de Samuel Collardey
- 2013: Les Beaux Jours de Marion Vernoux
- 2013: Le Renard jaune de Jean-Pierre Mocky
- 2014: Le Dernier Diamant d'Éric Barbier
- 2014: Mirage d'amour avec fanfare d'Hubert Toint
- 2015: Fou d'amour de Philippe Ramos

## Premis i nominacions
Nominacions
- 1983: César al millor actor secundari per Une chambre en ville